# Mazur Ełk
MKS Mazur Ełk (Miejski Klub Sportowy Mazur Ełk) – polski klub sportowy, założony 1 maja 1946 roku w Ełku.
W przeszłości klub wielosekcyjny. W różnych okresach działały sekcje: koszykarska męska, lekkoatletyczna, siatkarska męska, tenisa stołowego, szermierki, wioślarska. Dziś jako odrębne podmioty funkcjonują jedynie dwie sekcje: piłkarska jako MKS Mazur Ełk oraz bokserska jako MKB Mazur Ełk.

## Historia klubu
W 1946 roku przy stacjonującym w Ełku 62. Pułku Piechoty założono Wojskowy Klub Sportowy (WKS) Mazur Ełk. Równocześnie, w tym samym roku, powstał wielosekcyjny Kolejowy Klub Sportowy (KKS) Ełk, który w 1949 roku przyjął nazwę ZKS (Związkowy Klub Sportowy) Kolejarz Ełk. W 1952 roku WKS Mazur Ełk po 6 latach istnienia zmienił nazwę na GWKS (Garnizonowy Wojskowy Klub Sportowy) Ełk. Rok później w ramach odgórnego polecenia o utajnieniu miejsca stacjonowania jednostek wojskowych, nazywał się on już KS (Klub Sportowy) Ełk, by z końcem 1953 r. w ogóle zostać rozwiązanym. Tymczasem wciąż istniejący klub KKS Kolejarz Ełk przejął w 1955 roku nazwę Mazur, pod którą występuje do dziś. W roku 1954 Kolejarz Ełk osiągnął historyczny awans do III ligi. W swoim pierwszym sezonie już jako Mazur Ełk zajął 10 lokatę i utrzymał się w lidze. W 1959 III ligę zastąpiła liga okręgowa. Zwycięzcy poszczególnych grup grali w barażach o awans do II ligi. Mazur pięciokrotnie się do nich kwalifikował, ale nigdy nie udało mu się wywalczyć awansu do II ligi. Ełczanie w barażach mierzyli się m.in. z Motorem Lublin, Polonią Warszawa, Lublinianką, Warszawianką i Lechem Poznań. Najwyższą lokatę w tych barażach zdobył w sezonie 1962/63. Mazur grał wówczas w III grupie. Zwycięzcy czterech grup awansowali do II ligi. W sezonie 1961 klub dotarł do finału białostockiego Pucharu Polski, co dało przepustkę do rozgrywek centralnego Pucharu Polski. W 1/16 finału do Ełku przyjechał najbardziej utytułowany wówczas polski klub, mistrz Polski – Ruch Chorzów. Licznie zebrani mieszkańcy byli świadkami wysokiej porażki 0:8, mimo że do przerwy Chorzowianie prowadzili tylko 1:0. Jednocześnie klub uczestniczył w rozgrywkach białostockiego Pucharu Polski, co wiosną 1962 zakończyło się zdobyciem pierwszego okręgowego Pucharu Polski.

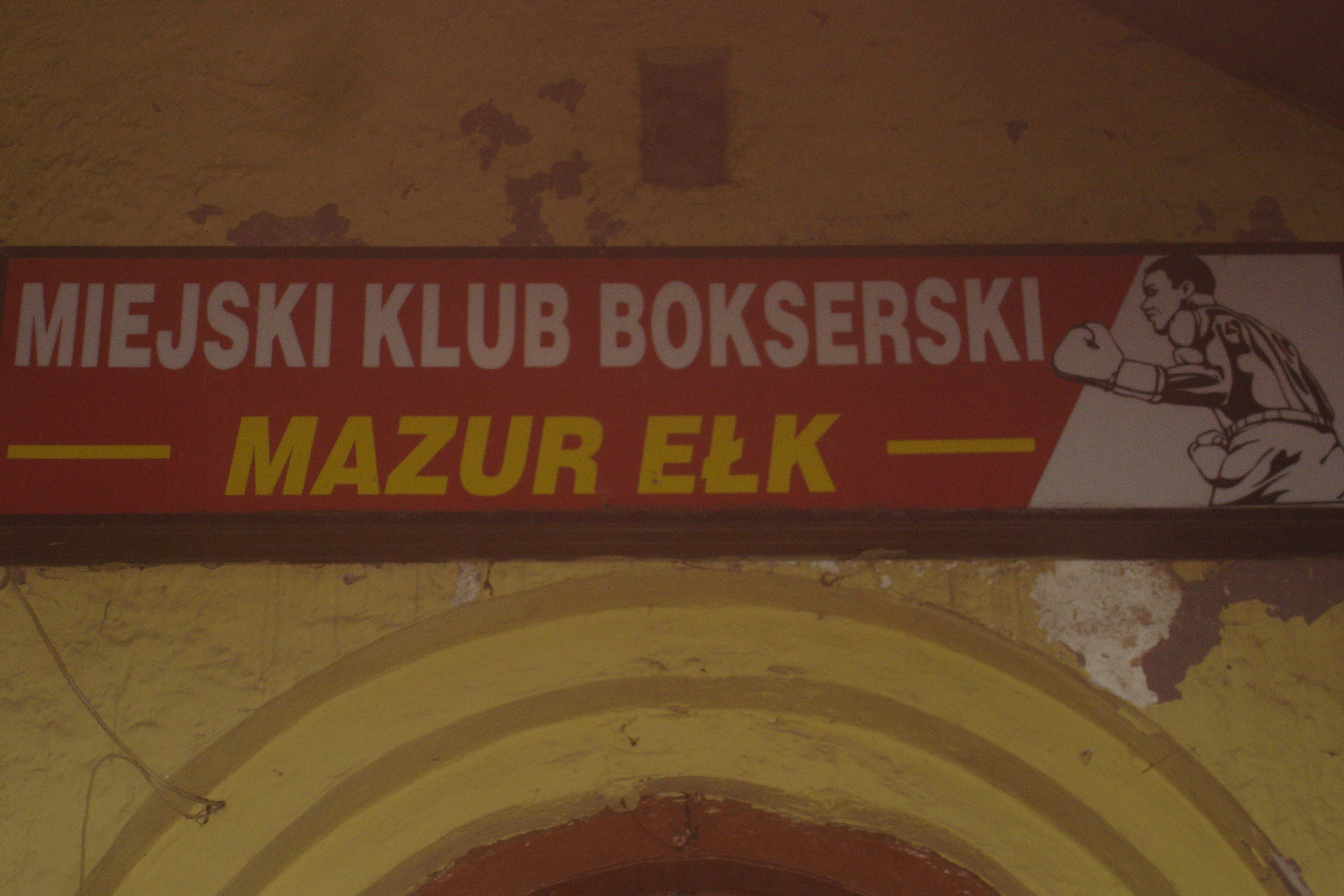
Szyld nad wejściem do siedziby sekcji bokserskiej Mazura Ełk

W połowie lat 60. przeprowadzono kolejną reformę rozgrywek. Klasa okręgowa została czwartym poziomem ligowym i utworzono ponownie III ligę. Mazur trzykrotnie awansował do III ligi, lecz zawsze żegnał się z nią po jednym sezonie. Mazur był wówczas jednym z najbardziej znanych klubów z północno-wschodniej Polski i niejednokrotnie reprezentował ją w rozgrywkach Pucharu Polski grając z tak znanymi drużynami jak Warta Poznań, Gwardia Warszawa, Arka Gdynia (m.in. zwycięstwo 5:0) i Lechia Gdańsk. Dopiero od sezonu 1976/77 się zadomowił w III lidze na dłużej, a w latach 80. został jedną z czołowych drużyn III-ligowych i kilkakrotnie mało zabrakło do awansu do II ligi. O sile klubu świadczyli m.in. wychowankowie, grający w barwach klubów ówczesnej I ligi: Andrzej Zgutczyński w Górniku Zabrze, Dariusz Zgutczyński w Bałtyku Gdynia oraz Janusz Duchnowski w Stali Mielec. Łącznie ci zawodnicy rozegrali na najwyższym poziomie ponad 270 spotkań. W sezonie 1985/1986, uważanym za najlepszy w historii klubu, Mazurowi zabrakło dwóch punktów do awansu do II ligi. Upragniony awans odebrał Ełczanom Hutnik Warszawa. W następnym sezonie Mazur zajął jedenastą lokatę i opuścił szeregi III ligi, lecz po sezonie wrócił do III ligi jeszcze na trzy sezony. W 1991 roku zaczęły się chude lata w ełckim klubie. Mazur grał w IV lidze oraz lidze okręgowej (czwarty i piąty poziom rozgrywek) i taki stan utrzymuje się do dziś. W 1999 została wydzielona z klubu sekcja bokserska i zaczęła funkcjonować jako odrębny podmiot pod nazwą Miejski Klub Bokserski Mazur Ełk (IV poziom). Warto dodać, iż w sezonie 2008/2009 Mazur strzelił najwięcej goli spośród wszystkich czwartoligowych drużyn w kraju. Sezon 2009/2010 Mazur ukończył na 12 miejscu, natomiast rok później klub zajął przedostatnią 15. pozycję w III lidze i spadł do IV ligi (piąty poziom). Kolejny sezon przyniósł kolejną klęskę. Zajmując przedostatnią, piętnastą, lokatę w IV lidze warmińsko-mazurskiej Mazur po raz pierwszy w historii spadł na szósty poziom rozgrywkowy, czyli do obecnej klasy okręgowej. Do dziś Mazur Ełk jest najbardziej znanym ełckim klubem piłkarskim.
W roku 2015 została podpisana fuzja łącząca kluby MKS Mazur Ełk z Płomieniem Ełk. Klub po połączeniu dwóch drużyn nazywał się MKS Ełk (Mazurski Klub Sportowy). Po protestach kibiców i środowiska sportowego przed sezonem 2018/2019 władze klubu zmieniły nazwę zespołu na Miejski Klub Sportowy Mazur.

### Jubileuszowe mecze ligowe
- 1 mecz ligowy, sezon 1946, A klasa: 01.09.1946 Zryw Suwałki – KKS Ełk 1:2
- 100 mecz ligowy, sezon 1955, III liga: 12.06.1955 Mazur Ełk – Ruch Piaseczno 0:1
- 500 mecz ligowy, sezon 1972/1973, III liga: 08.04.1973 Włókniarz Łódź – Mazur Ełk 4:2
- 1000 mecz ligowy, sezon 1991/1992, liga okręgowa: 12.04.1992 Mazur Ełk – Vęgoria Węgorzewo 4:0
- 1500 mecz ligowy, sezon 2008/2009, IV liga: 27.09.2008 Mazur Ełk – Tęcza Miłomłyn 3:0

### Nazwy klubu
- 1946 Koło Sportowe „ATOM” w Ełku
- 1946 Kolejowy Klub Sportowy ZZK w Ełku
- 1948 Związek Zawodowy Kolejarzy w Ełku
- 1949 Związkowy Klub Sportowy „Kolejarz” w Ełku
- 1951 Koło Sportowe ZS „Kolejarz” w Ełku
- 1955 ZS „Kolejarz” – Koło Sportowe Mazur Ełku
- 1956 Koło Sportowe Mazur Ełk
- 1957 Klub Sportowy Mazur Ełk
- 1970 Kolejowy Klub Sportowy Mazur w Ełku
- 1984 Międzyzakładowy Kolejowy Klub Sportowy Mazur w Ełku
- 1989 Klub Sportowy Mazur Ełk
- 1992 Miejski Klub Sportowy Mazur Ełk

## Sukcesy

### Puchar Polski
Puchar Polski na szczeblu centralnym
Najwyżej na szczeblu centralnym Mazur doszedł do 1/16 finału – w sezonach 1961/1962 oraz 1968/1969
- 1961/62:

1. runda: Mazur Ełk 5:1 Cukrownik Pszenno
2. runda: Świt Skolwin 2:3 Mazur Ełk
1/16 finału: Mazur Ełk 0:8 (0:1) Ruch Chorzów
- 1968/69:

1. runda: Mazur Ełk 5:0 Arka Gdynia
1/16 finału: Mazur Ełk 0:0 po dogrywce, karne: 4:6 Gwardia Warszawa
Puchar Polski na szczeblu wojewódzkim
- Puchar Polski woj. Białostockiego:
  - 4x Puchar Polski na szczeblu woj. Białostockiego – 1961/62, 1965/65, 1966/67, 1967/68
  - 6x finalista Pucharu Polski na szczeblu woj. Białostockiego – 1953, 1954, 1955, 1961, 1963, 1973
- Puchar Polski woj. Suwalskiego:
  - 5x Puchar Polski na szczeblu woj. Suwalskiego – 1982/83, 1983/84, 1993/94, 1996/97, 1997/98
  - 6x finalista Pucharu Polski na szczeblu woj. Suwalskiego – 1979, 1980, 1981, 1988, 1989, 1992

### III liga
- 1. miejsce i kwalifikacja do barażów o awans do II ligi – 5x: 1959, 1962, 1963, 1964, 1965
- 2. miejsce: 1985/86
- 3. miejsce: 1982/83
- 4. miejsce: 1984/85, 1988/89
- 5. miejsce: 1983/84

### IV liga (stara)
- 1. miejsce: 1953, 1954 (A-klasa), 1966/67, 1968/69, 1971/72, 1987/88, 1992/93 (liga okręgowa)
- 2. miejsce: 1970/71, 1991/92 (liga okręgowa)
- 3. miejsce: 2003/04 (IV liga)

## Klub w rozgrywkach ligowych
| Poziomy rozgrywkowe | Poziomy rozgrywkowe | Poziomy rozgrywkowe | Poziomy rozgrywkowe | Poziomy rozgrywkowe | Poziomy rozgrywkowe | Poziomy rozgrywkowe | Sezony, opis | Sezony, opis           | Sezony, opis | Sezony, opis | Sezony, opis | Sezony, opis | Sezony, opis                       | Sezony, opis |
| I | II                  | III                 | IV                  | V                   | VI                  | VII                 | Sezon        | Liga                   | Poz.         | Pkt.         | Bramki       | Z/R/P        | Uwagi                              | Nazwa        |
| --- | ------------------- | ------------------- | ------------------- | ------------------- | ------------------- | ------------------- | ------------ | ---------------------- | ------------ | ------------ | ------------ | ------------ | ---------------------------------- | ------------ |
| MP | MO                  |                     |                     |                     |                     |                     | 1946         | Mistrz. Okręgu         | 3            | 9            | 19-19        | 4/1/3        | [ 7 ]                              | Kolejarz     |
| MP | A                   | B                   | C                   |                     |                     |                     | 1947         | Klasa A                | 5            | 3            | 15-24        | 1/1/6        |                                    | KKS          |
| 1 | A                   | B                   | C                   |                     |                     |                     | 1948         | Klasa A                | 2            | 12           | 27-21        | 6/0/4        |                                    | KS ZZK       |
| 1 | 2                   | A                   | B                   | C                   |                     |                     | 1949         | Klasa A                | 5            | 6            | 20-27        | 3/0/6        |                                    | KS ZZK       |
| 1 | 2                   | A                   | B                   | C                   |                     |                     | 1949/50      | Klasa A                | 2            | 14           | 28-13        | 7/0/3        |                                    | Kolejarz     |
| 1 | 2                   | KW                  | KP                  |                     |                     |                     | 1951         | Klasa Woj. (gr.II)     | 2            | 7            | 17-7         | 3/1/0        | [ 10 ]                             | Kolejarz     |
| 1 | 2                   | 1KW                 | 2KW                 |                     |                     |                     | 1952         | I Klasa Woj. (gr.III)  | b.d.         | b.d.         | b.d.         | b.d.         | [ 11 ]                             | Kolejarz     |
| 1 | 2                   | 3                   | A                   | B                   | C                   |                     | 1953         | Klasa A                | 1            | 22           | 51-24        | 11/0/3       | Przegrane baraże do III ligi.      | Kolejarz     |
| 1 | 2                   | 3                   | A                   | B                   | C                   |                     | 1954         | Klasa A                | 1            | 24           | 45-12        | 11/2/1       |                                    | Kolejarz     |
| 1 | 2                   | 3                   | A                   | B                   | C                   |                     | 1955         | III Liga (gr.III)      | 10           | 14           | 22-54        | 4/6/12       |                                    | Mazur        |
| 1 | 2                   | 3                   | A                   | B                   | C                   |                     | 1956         | III Liga (gr.III)      |              |              |              |              |                                    | Mazur        |
| 1 | 2                   | 3                   | A                   | B                   | C                   |                     | 1957         | III Liga (gr.III)      |              |              |              |              |                                    | Mazur        |
| 1 | 2                   | 3                   | A                   | B                   | C                   |                     | 1958         | III Liga (gr.III)      |              |              |              |              |                                    | Mazur        |
| 1 | 2                   | O                   | A                   | B                   | C                   |                     | 1959         | Klasa Okręgowa         | 1            | 25           | 73-12        | 12/1/1       | Przegrane baraże do II ligi.       | Mazur        |
| 1 | 2                   | O                   | A                   | B                   | C                   |                     | 1960         | Klasa Okręgowa         | 2            | 22           | 50-18        | 9/4/1        |                                    | Mazur        |
| 1 | 2                   | O                   | A                   | B                   | C                   |                     | 1960/61      | Klasa Okręgowa         | 2            | 28           | 57-10        | 10/0/4       |                                    | Mazur        |
| 1 | 2                   | O                   | A                   | B                   | C                   |                     | 1961/62      | Klasa Okręgowa         | 1            | 34           | 81-15        | 16/2/0       | Przegrane baraże do II ligi.       | Mazur        |
| 1 | 2                   | O                   | A                   | B                   | C                   |                     | 1962/63      | Klasa Okręgowa         | 1            | 38           | 82-18        | 18/2/2       | Przegrane baraże do II ligi.       | Mazur        |
| 1 | 2                   | O                   | A                   | B                   | C                   |                     | 1963/64      | Klasa Okręgowa         | 1            | 36           | 65-17        | 15/5/2       | Przegrane baraże do II ligi.       | Mazur        |
| 1 | 2                   | O                   | A                   | B                   | C                   |                     | 1964/65      | Klasa Okręgowa         | 1            | 29           | 52-15        | 14/1/3       | Przegrane baraże do II ligi.       | Mazur        |
| 1 | 2                   | O                   | A                   | B                   | C                   |                     | 1965/66      | Klasa Okręgowa         | 5            | 19           | 28-28        | 8/3/7        | Reorganizacja ligi po sezonie.     | Mazur        |
| 1 | 2                   | 3                   | O                   | A                   | B                   |                     | 1966/67      | Klasa Okręgowa         | 1            | 32           | 49-9         | 13/6/3       |                                    | Mazur        |
| 1 | 2                   | 3                   | O                   | A                   | B                   |                     | 1967/68      | III Liga (gr.III)      | 14           | 23           | 22-47        | 9/5/16       |                                    | Mazur        |
| 1 | 2                   | 3                   | O                   | A                   | B                   |                     | 1968/69      | Klasa Okręgowa         | 1            | 36           | 62-13        | 16/4/2       |                                    | Mazur        |
| 1 | 2                   | 3                   | O                   | A                   | B                   |                     | 1969/70      | III Liga (gr.III)      | 13           | 29           | 24-38        | 10/9/13      |                                    | Mazur        |
| 1 | 2                   | 3                   | O                   | A                   | B                   |                     | 1970/71      | Klasa Okręgowa         | 2            | 34           | 59-14        | 16/2/4       |                                    | Mazur        |
| 1 | 2                   | 3                   | O                   | A                   | B                   |                     | 1971/72      | Klasa Okręgowa         | 1            | 40           | 60-10        | 18/4/0       |                                    | Mazur        |
| 1 | 2                   | 3                   | O                   | A                   | B                   |                     | 1972/73      | III Liga (gr.III)      | 16           | 9            | 29-95        | 2/5/23       | Reorganizacja ligi po sezonie.     | Mazur        |
| 1 | 2                   | O                   | A                   | B                   |                     |                     | 1973/74      | Klasa Okręgowa         | 5            | 30           | 50-41        | 12/6/8       |                                    | Mazur        |
| 1 | 2                   | KW                  | KMP                 | KP                  |                     |                     | 1974/75      | Kl. Wojewódzka         | 6            | 19           | 29-34        | 7/5/10       |                                    | Mazur        |
| 1 | 2                   | KW                  | KMP                 | KP                  |                     |                     | 1975/76      | Kl. Wojewódzka         | 3            | 35           | 75-13        | 17/1/4       |                                    | Mazur        |
| 1 | 2                   | 3                   | A                   | B                   | C                   |                     | 1976/77      | III Liga (gr.II)       | 9            | 22           | 31-35        | 9/4/13       |                                    | Mazur        |
| 1 | 2                   | 3                   | A                   | B                   | C                   |                     | 1977/78      | III Liga (gr.II)       | 8            | 28           | 31-32        | 10/5/11      |                                    | Mazur        |
| 1 | 2                   | 3                   | A                   | B                   | C                   |                     | 1978/79      | III Liga (gr.II)       | 8            | 26           | 37-29        | 10/6/10      |                                    | Mazur        |
| 1 | 2                   | 3                   | A                   | B                   | C                   |                     | 1979/80      | III Liga (gr.II)       | 6            | 30           | 38-32        | 10/10/8      |                                    | Mazur        |
| 1 | 2                   | 3                   | O                   | A                   | B                   |                     | 1980/81      | III Liga (gr.II)       | 9            | 25           | 32-41        | 8/9/9        |                                    | Mazur        |
| 1 | 2                   | 3                   | O                   | A                   | B                   |                     | 1981/82      | III Liga (gr.II)       | 11           | 19           | 19-33        | 4/11/11      |                                    | Mazur        |
| 1 | 2                   | 3                   | O                   | A                   | B                   |                     | 1982/83      | III Liga (gr.III)      | 3            | 34           | 48-28        | 16/2/8       |                                    | Mazur        |
| 1 | 2                   | 3                   | O                   | A                   | B                   |                     | 1983/84      | III Liga (gr.III)      | 5            | 28           | 38-34        | 8/12/6       |                                    | Mazur        |
| 1 | 2                   | 3                   | O                   | A                   | B                   |                     | 1984/85      | III Liga (gr.III)      | 4            | 32           | 42-31        | 14/4/8       |                                    | Mazur        |
| 1 | 2                   | 3                   | O                   | A                   | B                   |                     | 1985/86      | III Liga (gr.III)      | 2            | 38           | 36-16        | 15/8/3       |                                    | Mazur        |
| 1 | 2                   | 3                   | O                   | A                   | B                   |                     | 1986/87      | III Liga (gr.III)      | 11           | 23           | 23-29        | 8(1)-8/10(2) |                                    | Mazur        |
| 1 | 2                   | 3                   | O                   | A                   | B                   |                     | 1987/88      | Klasa Okręgowa         | 1            | 46           | 87-15        | 21/4/1       |                                    | Mazur        |
| 1 | 2                   | 3                   | O                   | A                   | B                   |                     | 1988/89      | III Liga (gr.III)      | 4            | 33           | 35-22        | 12(2)/7/5    |                                    | Mazur        |
| 1 | 2                   | 3                   | O                   | A                   | B                   |                     | 1989/90      | III Liga (gr.II)       | 19           | 9            | 29-80        | 5/8/23(9)    |                                    | Mazur        |
| 1 | 2                   | 3                   | O                   | A                   | B                   |                     | 1990/91      | III Liga (gr.II)       | 14           | 8            | 17-59        | 3/2/21       |                                    | Mazur        |
| 1 | 2                   | 3                   | O                   | A                   | B                   |                     | 1991/92      | Klasa Okręgowa         | 2            | 47           | 109-22       | 22/3/3       |                                    | Mazur        |
| 1 | 2                   | 3                   | O                   | A                   | B                   |                     | 1992/93      | Klasa Okręgowa         | 1            | 44           | 64-12        | 20/4/2       |                                    | Mazur        |
| 1 | 2                   | 3                   | O                   | A                   | B                   |                     | 1993/94      | III Liga (gr.II)       | 15           | 16           | 21-64        | 4/4/20       |                                    | Mazur        |
| 1 | 2                   | 3                   | O                   | A                   | B                   |                     | 1994/95      | Klasa Okręgowa         | 6            | 28           | 48-24        | 10/8/8       |                                    | Mazur        |
| 1 | 2                   | 3                   | O                   | A                   | B                   |                     | 1995/96      | Klasa Okręgowa         | 1            | 66           | 74-14        | 21/3/0       | Reorganizacja ligi po sezonie.     | Mazur        |
| 1 | 2                   | 3                   | 4                   | O                   | A                   | B                   | 1996/97      | IV Liga (makroreg.)    | 9            | 38           | 49-43        | 10/8/12      |                                    | Mazur        |
| 1 | 2                   | 3                   | 4                   | O                   | A                   | B                   | 1997/98      | IV Liga (makroreg.)    | 11           | 33           | 39-54        | 9/6/13       |                                    | Mazur        |
| 1 | 2                   | 3                   | 4                   | O                   | A                   | B                   | 1998/99      | Klasa Okręgowa         | 2            | 54           | 68-26        | 16/6/4       |                                    | Mazur        |
| 1 | 2                   | 3                   | 4                   | O                   | A                   | B                   | 1999/00      | Klasa Okręgowa         | 1            | 66           | 85-27        | 21/3/4       |                                    | Mazur        |
| 1 | 2                   | 3                   | 4                   | O                   | A                   | B                   | 2000/01      | IV Liga (warm.-maz.)   | 12           | 42           | 53-67        | 12/6/16      |                                    | Mazur        |
| 1 | 2                   | 3                   | 4                   | O                   | A                   | B                   | 2001/02      | Klasa Okręgowa         | 1            | 67           | 82-42        | 21/4/5       |                                    | Mazur        |
| 1 | 2                   | 3                   | 4                   | O                   | A                   | B                   | 2002/03      | IV Liga (warm.-maz.)   | 14           | 40           | 47-67        | 13/1/20      |                                    | Mazur        |
| 1 | 2                   | 3                   | 4                   | O                   | A                   | B                   | 2003/04      | IV Liga (warm.-maz.)   | 3            | 71           | 93-29        | 22/5/7       |                                    | Mazur        |
| 1 | 2                   | 3                   | 4                   | O                   | A                   | B                   | 2004/05      | IV Liga (warm.-maz.)   | 7            | 47           | 53-54        | 14/5/15      |                                    | Mazur        |
| 1 | 2                   | 3                   | 4                   | O                   | A                   | B                   | 2005/06      | IV Liga (warm.-maz.)   | 18           | 20           | 34-83        | 5/5/24       |                                    | Mazur        |
| 1 | 2                   | 3                   | 4                   | O                   | A                   | B                   | 2006/07      | Klasa Okręgowa         | 8            | 41           | 49-43        | 11/8/11      |                                    | Mazur        |
| 1 | 2                   | 3                   | 4                   | O                   | A                   | B                   | 2007/08      | Klasa Okręgowa         | 3            | 58           | 73-42        | 17/7/6       | [ 14 ]                             | Mazur        |
| E | 1                   | 2                   | 3                   | 4                   | O                   | A                   | 2008/09      | IV Liga (warm.-maz.)   | 1            | 77           | 111-45       | 25/2/7       |                                    | Mazur        |
| E | 1                   | 2                   | 3                   | 4                   | O                   | A                   | 2009/10      | III Liga (gr.V)        | 12           | 34           | 46-53        | 9/7/14       | [ 15 ]                             | Mazur        |
| E | 1                   | 2                   | 3                   | 4                   | O                   | A                   | 2010/11      | III Liga (gr.V)        | 15           | 32           | 33-50        | 8/8/14       |                                    | Mazur        |
| E | 1                   | 2                   | 3                   | 4                   | O                   | A                   | 2011/12      | IV Liga (warm.-maz.)   | 15           | 23           | 33-74        | 6/5/18       |                                    | Mazur        |
| E | 1                   | 2                   | 3                   | 4                   | O                   | A                   | 2012/13      | Klasa Okręgowa         | 2            | 66           | 99-39        | 21/3/6       |                                    | Mazur        |
| E | 1                   | 2                   | 3                   | 4                   | O                   | A                   | 2013/14      | IV Liga (warm.-maz.)   | 15           | 26           | 42-79        | 8/2/20       |                                    | Mazur        |
| E | 1                   | 2                   | 3                   | 4                   | O                   | A                   | 2014/15      | Klasa Okręgowa         | 7            | 50           | 59-56        | 16/2/12      | Po sezonie fuzja z Płomieniem Ełk. | Mazur        |
| Fuzja Mazura i Płomienia Ełk, powstał nowy klub (MKS) Mazurski Klub Sportowy Ełk, który zajął miejsce Płomienia w III lidze. |                     |                     |                     |                     |                     |                     |              |                        |              |              |              |              |                                    |              |
| E | 1                   | 2                   | 3                   | 4                   | O                   | A                   | 2015/16      | III Liga (gr.I)        | 3            | 78           | 77-23        | 24/6/4       |                                    | MKS          |
| E | 1                   | 2                   | 3                   | 4                   | O                   | A                   | 2016/17      | III Liga (gr.I)        | 11           | 44           | 45-51        | 13/5/16      |                                    | MKS          |
| E | 1                   | 2                   | 3                   | 4                   | O                   | A                   | 2017/18      | III Liga (gr.I)        | 13           | 39           | 35-42        | 10/9/15      |                                    | MKS          |
| Zmiana nazwy z MKS na Mazur Ełk.                                                                                             |                     |                     |                     |                     |                     |                     |              |                        |              |              |              |              |                                    |              |
| E | 1                   | 2                   | 3                   | 4                   | O                   | A                   | 2018/19      | III Liga (gr.I)        | 16           | 32           | 37-59        | 8/8/18       |                                    | Mazur        |
| E | 1                   | 2                   | 3                   | 4                   | O                   | A                   | 2019/20      | IV Liga (warm.-maz.)   | 8            | 21           | 26-28        | 6/3/7        |                                    | Mazur        |
| E | 1                   | 2                   | 3                   | 4                   | O                   | A                   | 2020/21      | IV Liga (warm.-maz.)   | 10           | 49           | 58-45        | 14/7/13      |                                    | Mazur        |
| E | 1                   | 2                   | 3                   | 4                   | O                   | A                   | 2021/22      | IV Liga (warm.-maz.)   | 16           | 21           | 36-103       | 7/0/23       |                                    | Mazur        |
| E | 1                   | 2                   | 3                   | 4                   | O                   | A                   | 2022/23      | Klasa Okręgowa (gr. I) | 1            | 75           | 106-27       | 24/3/3       |                                    | Mazur        |
| E | 1                   | 2                   | 3                   | 4                   | O                   | A                   | 2023/24      | IV Liga (warm.-maz.)   | 12           | 30           | 42-54        | 7/9/14       |                                    | Mazur        |
| E | 1                   | 2                   | 3                   | 4                   | O                   | A                   | 2024/25      | IV Liga (warm.-maz.)   | 13           | 30           | 44-68        | 8/6/16       | utrzymanie po barażach             | Mazur        |

## Rekordy

### Najwyższe wygrane
| Data       | Wynik | Przeciwnik     | Rozgrywki                         |
| ---------- | ----- | -------------- | --------------------------------- |
| 23.08.1959 | 19:0  | Sokół Sokółka  | liga okręgowa – grupa białostocka |
| 13.06.1976 | 18:1  | Rominta Gołdap | liga okręgowa                     |
| 21.06.1992 | 17:1  | Mazur Wydminy  | liga okręgowa – grupa suwalska    |

| Rozgrywki                 | Sezon/data | Wynik | Przeciwnik      | Miejsce |
| ------------------------- | ---------- | ----- | --------------- | ------- |
| Puchar Polski (centralny) | 1968/69    | 5:0   | Arka Gdynia     | Ełk     |
| baraże o awans do II ligi | 1963/64    | 5:1   | Włókniarz Łódź  | Ełk     |
| 3. poziom ligowy          | 23.08.1959 | 19:0  | Sokół Sokółka   |         |
| 4. poziom ligowy          | 21.06.1992 | 17:1  | Mazur Wydminy   |         |
| 6. poziom ligowy          | 12.05.2013 | 10:0  | Wilczek Wilkowo | Ełk     |

### Najwyższe porażki
| Data       | Wynik | Przeciwnik         | Rozgrywki                  |
| ---------- | ----- | ------------------ | -------------------------- |
| 7.05.2022  | 1:14  | Concordia Elbląg   | IV Liga Warmińsko-Mazurska |
| 6.07.1947  | 0:12  | Legia Warszawa     |                            |
| 1957       | 0:11  | Legia IB Warszawa  | liga okręgowa              |
| 14.05.1994 | 0:11  | AZS AWF Warszawa   | III liga                   |
| 5.05.2012  | 0:10  | Drwęca Nowe Miasto | IV liga                    |

| Rozgrywki                 | Sezon/data | Wynik | Przeciwnik          | Miejsce               |
| ------------------------- | ---------- | ----- | ------------------- | --------------------- |
| Puchar Polski (centralny) | 1961/62    | 0:8   | Ruch Chorzów        | Ełk                   |
| baraże o awans do II ligi | 1962/63    | 0:8   | Warszawianka        | Warszawa              |
| 3. poziom ligowy          | 1957       | 0:11  | Legia IB Warszawa   | Warszawa              |
| 5. poziom ligowy          | 5.05.2012  | 0:10  | Drwęca Nowe Miasto  | Nowe Miasto Lubawskie |
| 6. poziom ligowy          | 15.09.2012 | 1:3   | Victoria Bartoszyce | Bartoszyce            |

### Inne rekordy
- Najwięcej strzelonych goli w sezonie ligowym: 2008/09, IV liga (grupa warmińsko-mazurska) – 111 goli w 34 spotkaniach (Mazur został najskuteczniejszą IV-ligową drużyną w Polsce pod względem strzelonych bramek w sezonie 08/09)
- Najwięcej strzelonych goli w sezonie: 2008/09, IV liga (grupa warmińsko-mazurska) i Warmińsko-Mazurski Puchar Polski – 121 goli w 38 spotkaniach[17]
- Najwięcej zwycięstw w sezonie ligowym: 2008/09, IV liga (grupa warmińsko-mazurska) – 25 w 34 meczach
- Najwięcej remisów w sezonie ligowym: 1983/84, III liga (grupa III) – 12 w 26 meczach
- Najwięcej porażek w sezonie ligowym: 2005/06, IV liga (grupa warmińsko-mazurska) – 24 w 34 meczach

## Trenerzy Mazura od sezonu 1946
- Stefan Marcinkiewicz (grający trener)
- Kazimierz Sowiński
- Stefan Marcinkiewicz
- Stefan Wesołowski
- Edmund Korzeniowski
- Zbigniew Bania
- Emil Gleń
- Leonard Aleksandrów
- Andrzej Zientarski
- Juliusz Tyszkowski
- Mieczysław Chrzanowski
- Jan Rybi
- Grzegorz Bubienko
- Andrzej Zientarski
- Mirosław Konopka
- Lucjan Trudnos
- Leszek Zawadzki (grający trener) (do lipca 2005)
- Mirosław Konopka (lipiec 2005 – 27 grudnia 2006)
- Grzegorz Szerszenowicz (od 27 grudnia 2006)
- Jakub Golak (grający trener) (lipiec 2008 – sierpień 2009)
- Janusz Limberger (sierpień 2009)
- Wiesław Jancewicz (sierpień 2009 – 21 października 2009)
- Mirosław Konopka (październik 2009 – lipiec 2010)
- Janusz Limberger (lipiec 2010 – luty 2011)
- Jakub Golak (luty 2011 – lipiec 2011)
- Andrzej Dadura (lipiec 2011 – czerwiec 2012)
- Ryszard Borkowski (od lipca 2012)

## Stadion

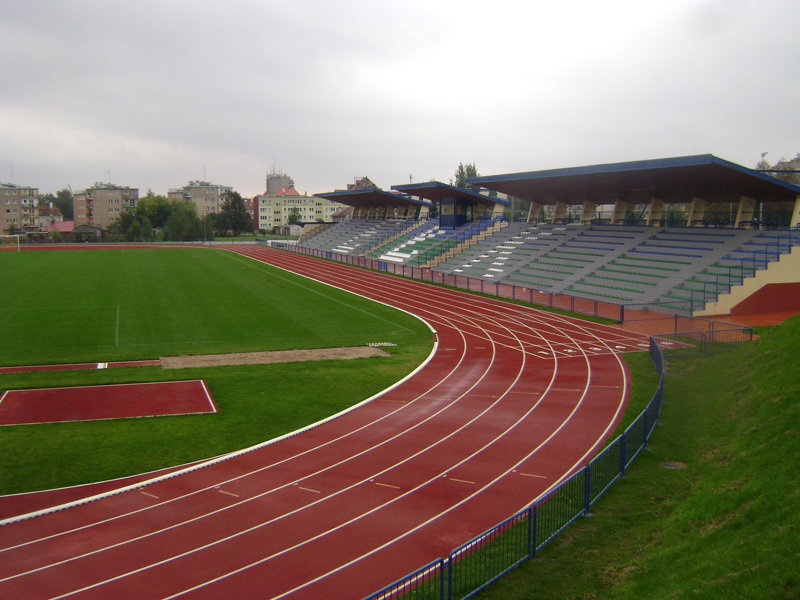
Trybuna główna Stadionu Miejskiego po przebudowie

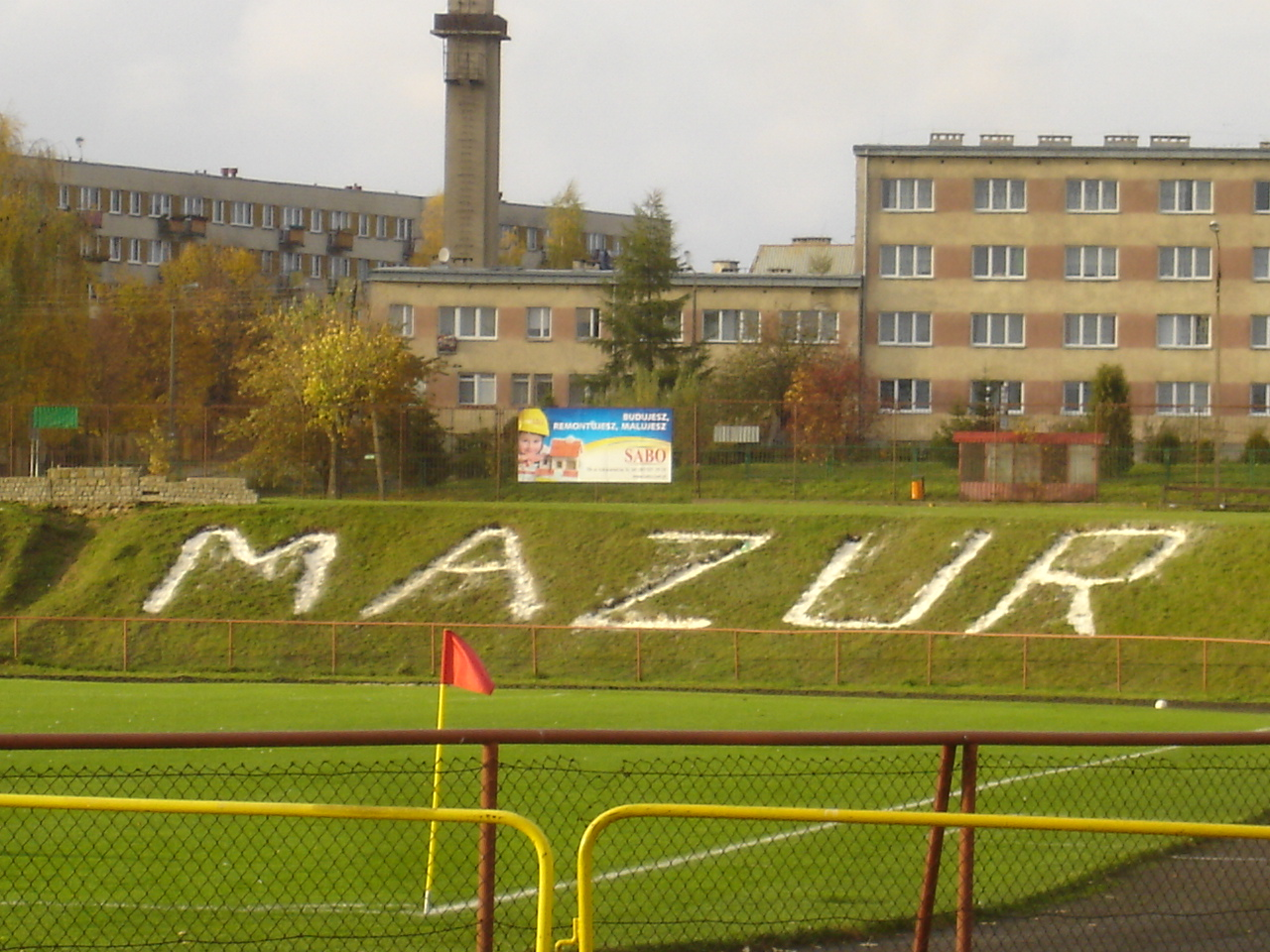
Północna skarpa Stadionu Miejskiego przed modernizacją

Stadion MOSiR jest zlokalizowany przy ul. Piłsudskiego 27 w Ełku. (dawniej pod nazwą: Stadion 1000-lecia Państwa Polskiego)
| Dane techniczne           | Dane techniczne |
| ------------------------- | --------------- |
| Wymiary boiska            | 103 × 67 m      |
| Pojemność stadionu        | 3000 miejsc     |
| Ilość miejsc siedzących   | 2720            |
| Ilość miejsc parkingowych | 50              |
| Oświetlenie               | N               |
| Zadaszenie                | T               |
| Nawadniana murawa         | T               |
| Podgrzewana murawa        | N               |
| Boisko treningowe         | T               |
| Bieżnia lekkoatletyczna   | T               |

Na obiekcie zakończył się pierwszy etap prac modernizacyjnych. Została już wykonana płyta główna, bieżnia tartanowa wraz z częścią służącą do uprawiania dyscyplin lekkoatletycznych i umocnienie skarpy. Drugi etap rozpocznie się w 2010 roku i będzie to budowa od strony ul. Piłsudskiego trybuny zadaszonej liczącej 2 tysiące miejsc. Pod nimi znajdą się m.in. pomieszczenia dla sportowców. Trybuna po drugiej stronie, czyli od ul. Toruńskiej pomieści 720 osób. Będą to jednak miejsca pod gołym niebem. W związku z pracami na obiekcie Mazur rozgrywał majowe i czerwcowe mecze sezonu 2008/09 w roli gospodarza w Olecku i Gołdapi.

## Derby Ełku

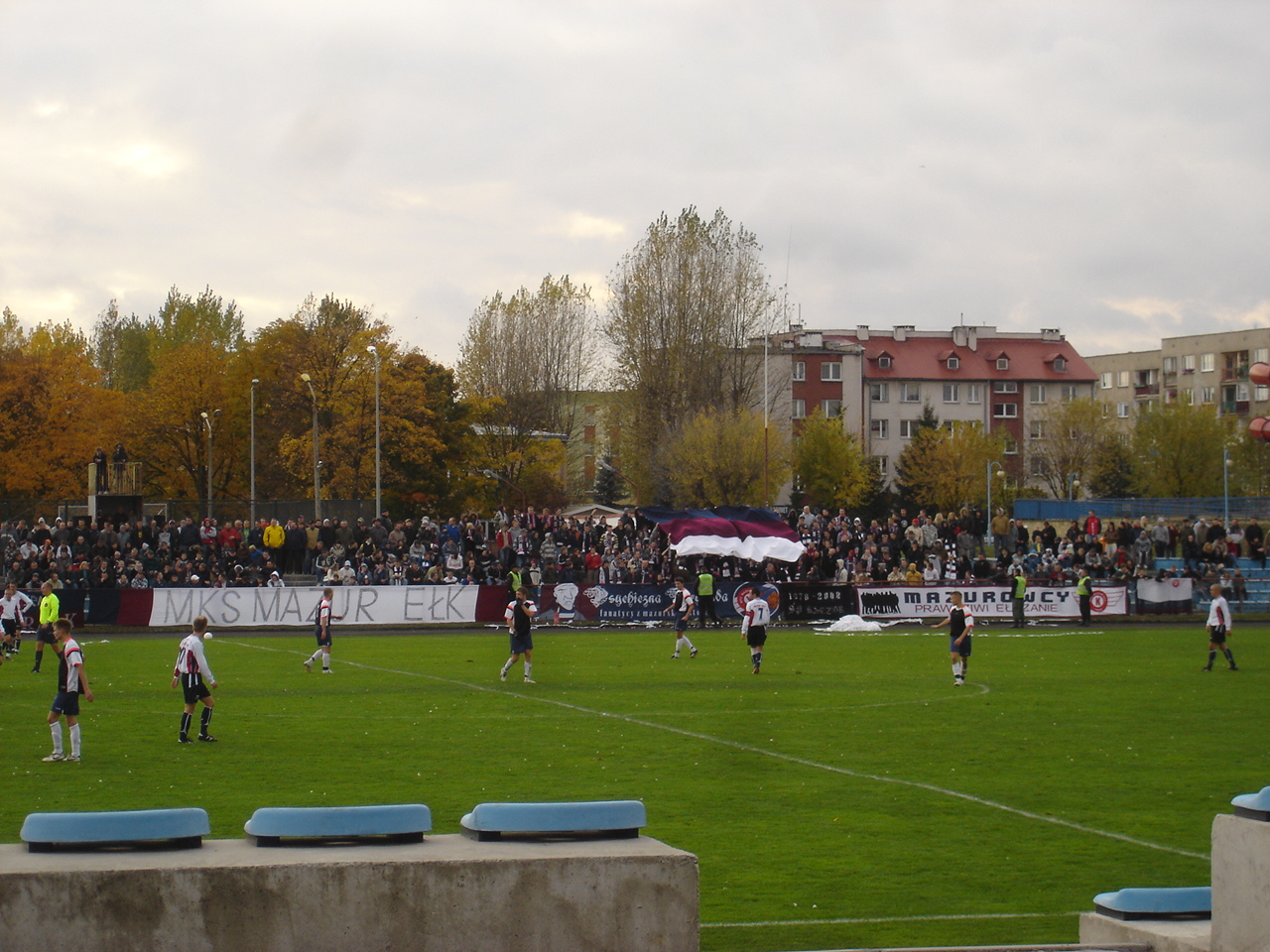
Piłkarskie derby Ełku: Płomień – Mazur 2:3, 18.10.2008

Pierwsze derby Ełku w oficjalnych polskich rozgrywkach piłkarskich odbyły się 8 września 1946 roku z udziałem nieistniejących już klubów WKS Mazur Ełk i WKS Artylerzysta Ełk, jednakże do 1953 roku najważniejszym ełckim pojedynkiem były mecze najsilniejszych wówczas drużyn w mieście – Kolejarza Ełk (obecnego Mazura Ełk) z ówczesnym Mazurem (od 1952 KS Ełk). Kolejarze i Wojskowi spotykali się w sezonach 1946, 1947, 1948 na trzecim i czwartym poziomie rozgrywek. W latach 1954–1997 z racji na wyraźną dominację Mazura w miejskim piłkarstwie nie mówi się o derby Ełku.
Współcześnie mianem derby Ełku określa się mecze piłki nożnej klubowej rozgrywane pomiędzy Mazurem a Płomieniem od 1998 roku Natomiast w 2009 roku rozegrano spotkanie w Olecku z powodu modernizacji ełckiego stadionu.
| Sezon   | Data i miejsce            | Gospodarzem Mazur | Gospodarzem Płomień | Liga    | Strzelcy                                                   |
| ------- | ------------------------- | ----------------- | ------------------- | ------- | ---------------------------------------------------------- |
| 1998/99 | Ełk                       | 2:1               |                     | V liga  | Wiśniewski, Skalski                                        |
| 1998/99 | Chełchy                   |                   | 2:0                 | V liga  | Gol                                                        |
| 1999/00 | 28 sierpnia 1999, Ełk     | 1:0               |                     | V liga  | Gałaszewski                                                |
| 1999/00 | 26 marca 2000, Chełchy    |                   | 1:0                 | V liga  | Gol                                                        |
| 2005/06 | 7 października 2005, Ełk  | 1:2               |                     | IV liga | 26' Lipowski – 4' Kryński, 52' Ejdys                       |
| 2005/06 | 27 maja 2006, Ełk         |                   | 1:1                 | IV liga | 73' Stryżko – 1' Potuszyński                               |
| 2008/09 | 18 października 2008, Ełk |                   | 3:4                 | IV liga | Janik, 44, 45, 69' Golak – · Koniecko, Mroczkowski, Miśków |
| 2008/09 | 10 czerwca 2009, Olecko   | 1:0               |                     | IV liga | 88' Wierzbicki                                             |
| 2011/12 | 31 sierpnia 2011, Ełk     |                   | 3:0                 | IV liga | 25' Kisiel, 41' Szmydki, 66' Aziewicz                      |
| 2011/12 | 31 marca 2012, Ełk        | 0:6               |                     | IV liga | 6, 14, 40' Stankiewicz, 65' Niedźwiecki, 67, 80' Popławski |

Łączna statystyka:
- 4 zwycięstwa Mazura, 1 remis, 5 zwycięstw Płomienia
- bilans bramkowy: 10:19